# 대한민국 상법 제186조
대한민국 상법 제186조는 전속관할에 대한 상법 회사법의 조문이다.

## 조문
제186조 (전속관할) 전2조의 소는 본점소재지의 지방법원의 관할에 전속한다.

第186條 (專屬管轄) 前2條의 訴는 本店所在地의 地方法院의 管轄에 專屬한다.

## 같이 보기
- 전속관할